# Echinotropis horrida
Echinotropis horrida är en insektsart som först beskrevs av Henri Saussure 1899.  Echinotropis horrida ingår i släktet Echinotropis och familjen Pamphagidae. Inga underarter finns listade i Catalogue of Life.